# Cambuquira (ort)
Cambuquira är en ort i Brasilien.   Den ligger i kommunen Cambuquira och delstaten Minas Gerais, i den sydöstra delen av landet, 700 km söder om huvudstaden Brasília. Cambuquira ligger 951 meter över havet och antalet invånare är 10 116.
Terrängen runt Cambuquira är platt åt nordväst, men åt sydost är den kuperad. Närmaste större samhälle är Três Corações, 17,8 km norr om Cambuquira.
Omgivningarna runt Cambuquira är huvudsakligen savann. Runt Cambuquira är det ganska glesbefolkat, med 36 invånare per kvadratkilometer.